# Neuschloß (Lampertheim)

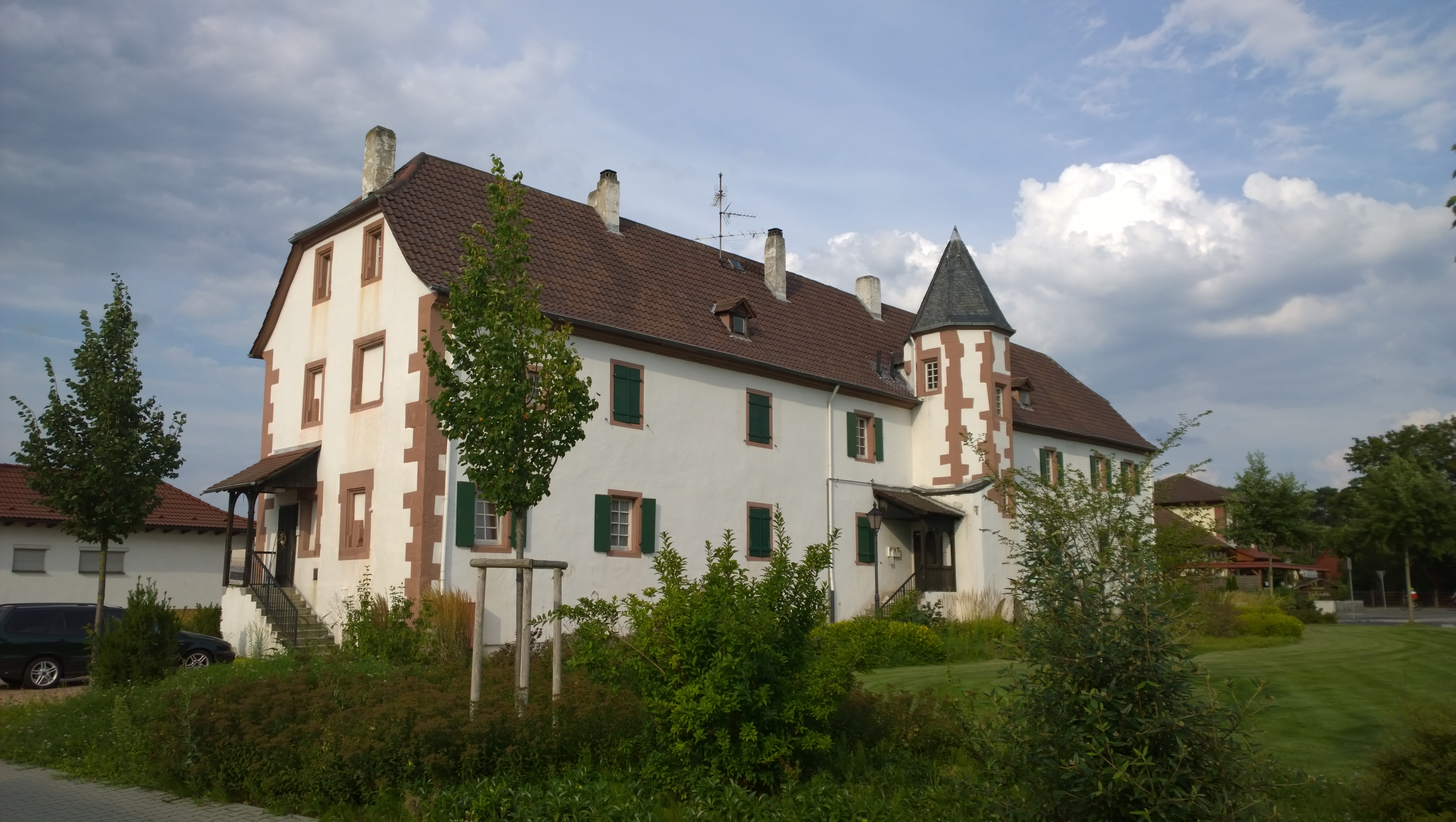
Der markante Schlossrest, der ehemalige Wirtschafts- und Beamtenbau des Schlosses Neuschloß (Friedrichsburg)

Neuschloß ist ein Stadtteil der hessischen Stadt Lampertheim im Landkreis Bergstraße.
Neuschloß liegt drei Kilometer östlich von Lampertheim innerhalb der Gemarkung von Lampertheim. Am Südrand des Ortes verläuft die Landesstraße 3110. Südwestlich liegt der 1984 eingeweihte Waldfriedhof Lampertheim.

## Geschichte
In der zweiten Hälfte des 15. Jahrhunderts entstand an der Kreuzung dreier wichtiger Straßen das kurpfälzische Jagdschloss Friedrichsburg, das 1472 erstmals urkundlich erwähnt wurde. Nach der Zerstörung 1504 im Landshuter Erbfolgekrieg wurde es wieder errichtet und ab dieser Zeit Neues Schloss genannt. Während des Dreißigjährigen Krieges wurde das Schloss am 10. Juni 1622 zum zweiten Mal und dann so stark zerstört, dass es nicht wieder aufgebaut wurde. 
Ein Teilabbruch erfolgte bereits 1701. 1705 wurde das Territorium wieder uneingeschränkter Besitz des Bischofs von Worms und seit diesem Zeitpunkt vom Ort Lampertheim als Steinbruch benutzt. Das dazugehörende Ackerland wurde zunächst wie bisher an Beständer verpachtet. Bis um 1800 wurden die Schlossreste fast komplett abgebaut. 1803 kam das Gelände auf Basis des  Reichsdeputationshauptschlusses, der die territorialen Verhältnisse im Reich neu regelte, zur Landgrafschaft Hessen-Darmstadt, die 1806 im Großherzogtum Hessen aufging.
Die Gemeinde Lampertheim kaufte das Schlossfeld im Jahre 1808 auf. Von 1829 bis 1927 nahm auf dem ehemaligen Schlossgelände die Chemische Fabrik Neuschloß ihre Produktion auf. Den Abriss der Fabrikationsanlagen 1927 hat neben der ehemaligen Kantine und dem Direktionsgebäude nur der schon zum ehemaligen Schloss gehörende Wirtschafts- und Beamtenbau überdauert. Es ist der Rest der im 15. Jahrhundert entstandenen prächtigen Anlage. 
Die Gemeinde Lampertheim übernahm das Gebäude und richtete in der Nachkriegszeit darin Wohnungen ein. Auf dem alten Schlossgelände ist seit 1950 eine Siedlung und ein neuer Stadtteil Lampertheims entstanden.  Bei Zensus 2011 wurden 1320 Einwohner gezählt.

## Altlasten
Durch die Erschließung eines Neubaugebietes seit Beginn der 1980er Jahre wurden Anfang der 1990er Jahre erhebliche Bodenverunreinigungen auf dem Gelände der ehemaligen Chemiefabrik bekannt. Seit 2003 wird in Neuschloß eine aufwändige Sanierung von Altlasten betrieben. Der Abschluss der Sanierung der Wohngebiete wurde im September 2011 mit einem dreitägigen Bürgerfest auf dem Schlosshof begangen.
2016 wurde die Sicherung des Sodabuckels, einer der Abfallhalden der Chemiefabrik, welcher in direkter Nachbarschaft zum Wohngebiet liegt, abgeschlossen.
Stand 2022 laufende Sanierungen beinhalten das mit Arsen verunreinigte Grundwasser sowie jeweils ein Waldstück im Norden und Westen des Wohngebietes.

## Politik
Für Neuschloß besteht ein Ortsbezirk (Siedlungsplätze Neuschloß und „In den Ruthen“) mit Ortsbeirat und Ortsvorsteher nach der Hessischen Gemeindeordnung.
In der Wahlperiode 2016–2021 wurde jedoch kein Ortsbeirat etabliert.